# Teno
Teno este un oraș și comună din provincia Curicó, regiunea Maule, Chile, cu o populație de 27.532 locuitori (2012) și o suprafață de 618,4 km2.